# 圣马蒂诺-苏拉马鲁奇纳
圣马蒂诺-苏拉马鲁奇纳（義大利語：San Martino sulla Marrucina）是意大利基耶蒂省的一个市镇。总面积7.25平方公里，人口1031人，人口密度142.2人/平方公里（2009年）。ISTAT代码为069082。